# Rádio e Televisão de Portugal
A Rádio e Televisão de Portugal (RTP) MHIH é uma empresa pública portuguesa que inclui estações de rádio e televisão públicas. Antes do ano de 2004, a Radiodifusão Portuguesa (RDP) e a Radiotelevisão Portuguesa (RTP), empresas públicas de rádio e televisão respetivamente, estavam separadas e eram entidades jurídicas independentes e distintas. Em 2004, foram reestruturadas e fundidas numa única empresa pública, prestadora do serviço público, a Rádio e Televisão de Portugal. Desde então, a sigla RTP passou a designar o grupo inteiro de Rádio e Televisão Públicas.
Diariamente, milhões de pessoas em todo o mundo têm acesso à RTP, em Países de Língua Portuguesa, como o Brasil, Cabo Verde, Guiné-Bissau, São Tomé e Príncipe, Angola, Moçambique, Timor-Leste, Guiné Equatorial, na R.A.E. de Macau na China, em Goa, Damão e Diu na Índia incluindo também em países onde há comunidades portuguesas numerosas, em França, Alemanha, Suíça, Luxemburgo, Grã-Bretanha, Estados Unidos, Canadá, África do Sul, Venezuela e Argentina através da RTPi. Atualmente a RTP Internacional está presente em quase todos os países e regiões do mundo, incluindo, por exemplo, Santa Helena (ilha), Reunião (ilha), Seychelles, Curaçao, entre tantos outros territórios.
É membro fundador da União Europeia de Radiodifusão (EBU) e membro da Organização das Telecomunicações Ibero-americanas (OTI).

## História da Radiodifusão Portuguesa (RDP)

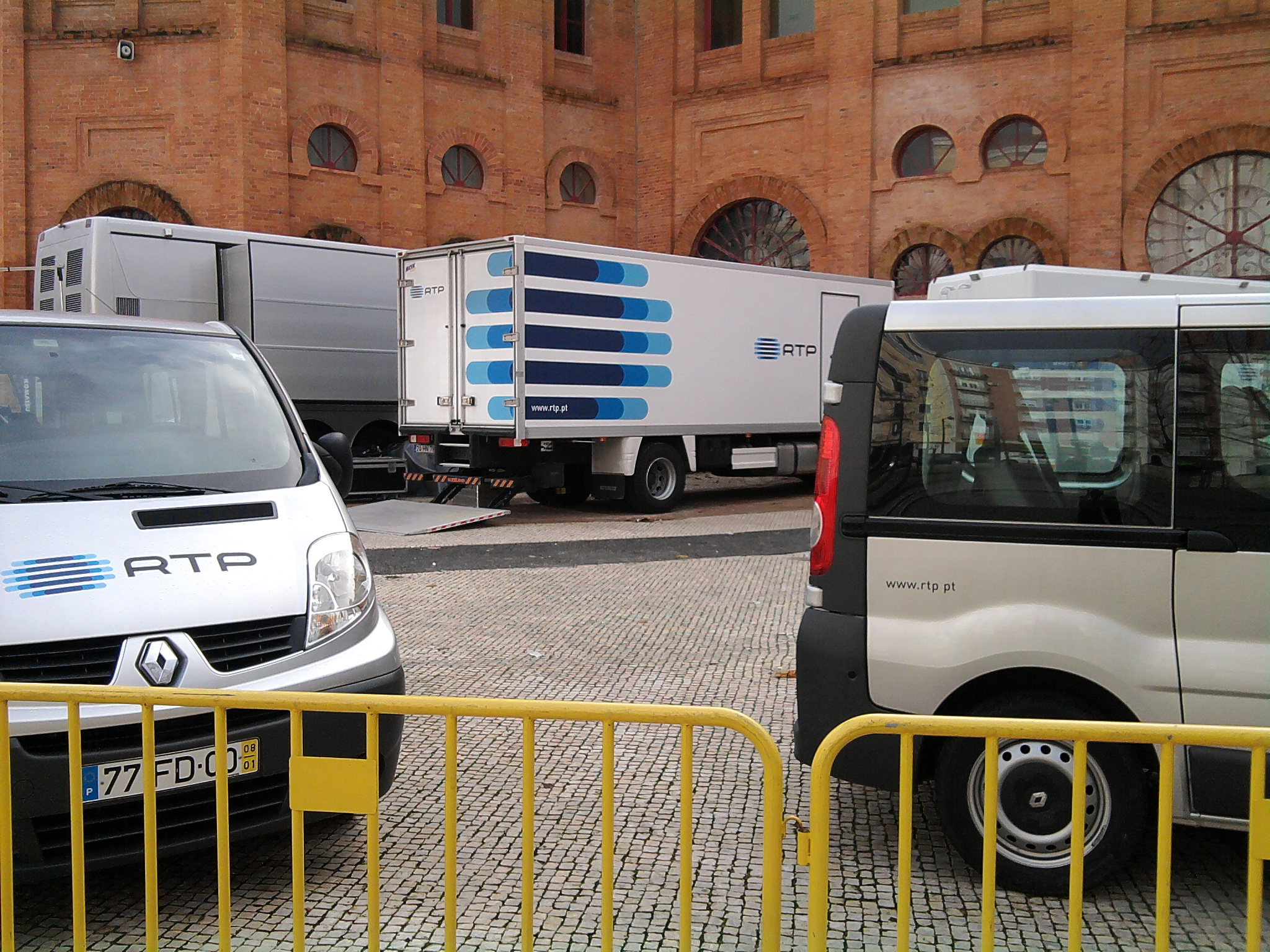
Viaturas e outros meios de produção da RTP.

Oficialmente, a Emissora Nacional de Radiodifusão, usualmente designada Emissora Nacional (EN), da qual a RDP é sucessora, foi fundada no dia 4 de Agosto de 1935, tendo iniciado as suas emissões regulares em 1 de Agosto. Contudo, o primeiro passo para a sua constituição foi dado em 1930, aquando de um decreto que criou, na dependência dos CTT, a Direção dos Serviços Radio elétricos, autorizando, em simultâneo, a aquisição dos primeiros emissores de onda média e onda curta em Portugal. Em 1932, entre Abril e Maio, realizaram-se as primeiras emissões experimentais em onda média e em 1934 o mesmo aconteceu relativamente à onda curta, que desde logo se assumiu como uma das vocações naturais da jovem estação emissora.
Em 1934, a sua capacidade de emissão era alargada para atingir a diáspora portuguesa. Data dessa altura o lançamento de um programa de referência - a Hora da Saudade - destinado aos emigrantes no continente americano e aos pescadores da frota bacalhoeira. Ainda no mesmo ano, os estúdios eram transferidos de Barcarena para a Rua do Quelhas, em pleno coração de Lisboa, onde se mantiveram até meados dos anos 1990. Nessa mesma rua, mas num outro edifício que outrora acolheu o histórico Rádio Clube Português, funcionava, até ao ano de 2007 o Museu da Rádio. Os estúdios de Barcarena em 1949 foram reutilizados para a realização das emissões do Programa B da Emissora Nacional, antecessora do canal Lisboa 2 da Emissora Nacional, do programa 2 da Emissora Nacional, da Rádio Cultura e da atual Antena 2.
A Emissora Nacional (EN) foi essencialmente definida à imagem das congéneres europeias. Concebida num quadro político interno e externo em que as rádios nacionais desempenhavam sobretudo um papel de veículo dos interesses do Governo, esta característica acentuou-se ainda mais no caso português em função do regime autoritário que vigorou até 1974. Em 1940, libertou-se da tutela dos CTT, iniciando-se, nessa altura, o modelo de implantação regional no continente e ilhas.
Baseada num modelo sóbrio de apresentação e recorrendo a locutores de alta qualidade, a Emissora Nacional, embora assumindo sistematicamente o seu papel de órgão de propaganda do chamado Estado Novo, soube desenvolver uma cultura própria que influenciou fortemente a sociedade e marcou decisivamente a história da rádio em Portugal. Da dinâmica inicial, que se estendeu ao longo dos anos 1950, surgiram as orquestras da Emissora Nacional - Sinfónica, Típica e Ligeira - o Centro de Formação de Artistas da Rádio, onde se revelaram alguns dos grandes nomes da música portuguesa, o teatro radiofónico, de que são paradigma os folhetins e programas, com destaque para o Domingo Sonoro e os Diálogos da Lelé e do Zequinha que ficaram na memória coletiva dos portugueses.
Os programas mais emblemáticos da Emissora Nacional foram os seguintes: o programa Serão para Trabalhadores, programa de variedades iniciado em 1941 e transmitido às segundas-feiras ao serão, onde se divulgava o melhor da música ligeira portuguesa da época e o programa mais longevo da estação, pois durou até ao 25 de Abril de 1974; o programa Retiro da Severa, mais tarde conhecido como Fados e Guitarradas, transmitido de 15 em 15 dias, em direto do Retiro da Severa e mais tarde em direto do estúdio, às 10 horas de domingo; a Meia Hora de Recreio, programa infantil da estação dedicado aos mais pequenos; os Serões da Emissora Nacional e a Hora de Variedades, programas consagrados à divulgação da música erudita; o Diário da Emissora Nacional, o único bloco informativo da estação, que mais tarde passou a ser o Diário Sonoro; o Domingo Sonoro, durante a Segunda Guerra Mundial programa semanal de síntese informativa, e depois programa de teatro radiofónico e entretenimento, onde passavam os diálogos de A Lélé e o Zéquinha, protagonizados por Irene Velez e Vasco Santana.
A EN iniciou as suas emissões em Frequência Modulada (FM) em 1955.
Sendo um dos mais importantes meios de propaganda do Estado Novo, com a Revolução dos Cravos a EN é ocupada, e são nomeados militares para todos os cargos relevantes. Após a revolução e o 25 de Novembro, as estações de rádio são nacionalizadas pelo VI Governo Provisório, através do Decreto-Lei nº 674-C/75, de 2 de Dezembro de 1975, com excepção da Rádio Renascença e de algumas estações regionais como a Rádio Altitude (da cidade da Guarda), a Rádio Pólo Norte (do Caramulo), o Rádio Clube de Angra e o Clube Asas do Atlântico (ambos dos Açores). E é criada a EPR - Empresa Pública de Radiodifusão, que concentra todas as estações nacionalizadas:
| Estação                                         | Sede          |
| ----------------------------------------------- | ------------- |
| Emissora Nacional                               | Lisboa        |
| Emissores do Norte Reunidos                     | Porto         |
| Rádio Clube Português                           | Lisboa        |
| Rádio Alto Douro                                | Peso da Régua |
| Rádio Ribatejo                                  | Santarém      |
| Clube Radiofónico de Portugal                   | Lisboa        |
| Rádio Graça                                     | Lisboa        |
| Rádio Peninsular                                | Lisboa        |
| Rádio Voz de Lisboa                             | Lisboa        |
| Rádio Alfabeta (Emissores Associados de Lisboa) | Lisboa        |

Em 1976, a nova empresa adopta o nome de Radiodifusão Portuguesa E.P. (RDP), ficando depositária da obrigação de prestar um serviço público de rádio. Em termos de produção, a empresa organiza-se em quatro canais nacionais e três regionais para o continente (RDP Norte, RDP Centro e RDP Sul) e dois regionais para as ilhas (RDP Madeira e RDP Açores), mantendo as emissões internacionais em Onda Curta. Em 1979, procede-se a uma profunda reorganização interna resultando na criação da Rádio Comercial que, juntamente com os programas emitidos a partir dos centros regionais, entra em concorrência direta com os operadores privados no mercado publicitário.

A Antena 1 é atualmente a principal estação da RDP.

Na década de 1980, a RDP procura descentralizar-se, mantendo várias emissões de âmbito regional a partir dos centros de produção existentes por todo o país. Em 1987, a RDP assegurava 11 emissões de proximidade nas várias regiões do território continental português:
| Estação                                              | Emissores                                                                          | Frequências (FM)                                     |
| ---------------------------------------------------- | ---------------------------------------------------------------------------------- | ---------------------------------------------------- |
| Rádio Porto (Rádio Comercial Norte a partir de 1988) | Monte da Virgem (Gaia) Muro (Serra Amarela) Braga (Sameiro) Valença Miramar (Gaia) | 100,4 MHz 102,0 MHz 103,0 MHz 104,0 MHz 783 kHz (OM) |
| Rádio Coimbra                                        | Coimbra Lousã                                                                      | 94,9 MHz 102,2 MHz                                   |
| Rádio Algarve                                        | Fóia (Serra de Monchique) Faro (Cerro de São Miguel) Faro                          | 100,7 MHz 101,9 MHz 101,6 MHz                        |
| Rádio Nordeste                                       | Bragança (São Bartolomeu) Serra de Bornes                                          | 93,9 e 104,2 MHz 102,1 MHz                           |
| Rádio Alto Douro                                     | Marão (Vila Real) Vila Pouca de Aguiar Lamego                                      | 101,5 MHz 104,7 MHz 756 kHz (OM)                     |
| Rádio Viseu                                          | Viseu                                                                              | 101,8 MHz                                            |
| Rádio Guarda                                         | Pedra do Vento (Guarda)                                                            | 100,6 MHz                                            |
| Rádio Santarém                                       | Santarém Montejunto                                                                | 98,8 MHz 105,2 MHz                                   |
| Rádio Elvas                                          | Vila Boim (Elvas) Marrada Alta (Portalegre)                                        | 103,8 MHz                                            |
| Rádio Covilhã                                        | Gardunha (Fundão)                                                                  | 101,3 MHz                                            |

Grande parte da programação da Antena 2 centra-se na música erudita e na cultura.

Entre 1992 e 1994 a RDP inicia nova fase de transformação que conduzirá a um modelo próximo do actual.
A Rádio Comercial é privatizada e retira-se a publicidade de todos os canais, deixando-se, assim, o mercado publicitário exclusivamente aos operadores privados. É elaborado um plano com o objectivo de concentrar serviços até então dispersos por vários edifícios da capital no recém-adquirido edifício das Amoreiras, em Lisboa, que passa a abrigar os sectores técnico e de produção, enquanto se alienam progressivamente outras instalações.
Desenvolve-se ao mesmo tempo uma política de redimensionamento dos efetivos, de renovação do parque de emissores e de actualização em todos os domínios.
As estações regionais são abandonadas, centralizando-se praticamente toda a oferta nas estações de âmbito nacional, que tomam novos nomes:
- Antena 1 (estação generalista);
- Antena 2 (dedicada à cultura e à música erudita);
- Antena 3 (estação jovem do grupo, criada em 1994).

A Antena 3 é a estação da RDP dedicada ao público jovem.

Ainda em 1994, a RDP é transformada em sociedade anónima de capitais exclusivamente públicos, deixado de ser uma Empresa Pública. Em 1995, a RDP África surge como um novo canal vocacionado para os países africanos de língua portuguesa.
O esforço de modernização prossegue e a empresa entra decisivamente na era da digitalização. A partir de 1998, Portugal passa a dispor, progressivamente, do sistema DAB - Digital Audio Broadcasting - projeto pioneiro no país, inteiramente desenvolvido pela RDP, mas de reduzida visibilidade e adesão popular. Em 2000, a RDP é incluída na Portugal Global, SGPS - a holding criada para agrupar os média estatais, holding essa que viria a ser extinta em 2003 no âmbito da reestruturação que se avizinhava para o sector.
A prometida reorganização ocorre no início de 2004, com a criação da Rádio e Televisão de Portugal, SGPS, holding que reúne RDP e RTP, e a partilha de instalações e serviços na nova sede conjunta da Avenida Marechal Gomes da Costa, em Lisboa, e em algumas delegações regionais. Paralelamente a isto, a taxa de radiodifusão sonora, até aí financiamento exclusivo da RDP, passa a estar afeta aos dois operadores de serviço público, e são suprimidas as emissões locais da RDP Norte, Centro e Sul.

## História da Radiotelevisão Portuguesa (RTP)
Entre 1954 e 1955, o Gabinete de Estudos da então Emissora Nacional estuda o projeto para o início de uma rede de televisão nacional, sendo um dos principais impulsionadores Marcelo Caetano, que aconselhou Salazar nesse sentido. Por iniciativa do Governo, foi constituída a RTP - Radiotelevisão Portuguesa, S.A.R.L., a 15 de Dezembro de 1955, sociedade anónima com o capital social de 60 milhões de escudos, tripartido entre o Estado, emissoras de radiodifusão privadas e particulares. As emissões experimentais da RTP iniciaram-se em 4 de Setembro de 1956, às 21h30, a partir da Feira Popular, em Lisboa. No entanto, as emissões regulares, só se iniciariam a partir de 7 de Março de 1957, às 21h30; o primeiro programa transmitido chamava-se Canções a Granel.
No dia 20 de Outubro de 1959, a RTP tornou-se membro da União Europeia de Radiodifusão (UER) - e em meados dos anos 1960 passou a ser transmitida para todo o país. No dia 25 de Dezembro de 1968 comemorou-se o Natal com a criação do segundo canal da RTP em UHF (a partir de 16 de Outubro de 1978 designado por RTP2). Mais tarde, dois canais regionais iniciaram a sua atividade nos arquipélagos dos Açores e da Madeira, na década de 1970: a RTP Madeira, em 6 de Agosto de 1972 e RTP Açores, em 10 de Agosto de 1975.
Após o 25 de Abril de 1974, o estatuto da empresa concessionária da radiotelevisão foi alterado. Em 1975, a RTP foi nacionalizada, transformando-se na empresa pública Radiotelevisão Portuguesa E.P., pelo Decreto-Lei n.º 674-D/75, de 2 de Dezembro. Em 1976 a RTP inaugura novas instalações situadas na Avenida Cinco de Outubro, em Lisboa. No dia 25 de Abril de 1976, a RTP realizou a primeira emissão experimental a cores realizada de forma oficial, que incluiu a cobertura das eleições legislativas que ocorreram nesse dia e um documentário sobre a cidade de Lisboa. Contudo, no dia 25 de Março de 1972, a RTP havia transmitido acidentalmente o Festival Eurovisão da Canção 1972 a cores. Em 1979, a edição dos Jogos sem Fronteiras, realizada em Portugal, foi transmitida a cores para a Europa. No dia 7 de Março de 1980, a RTP inaugurou oficialmente as emissões feitas integralmente com o sistema de cor PAL.
No dia 10 de Junho de 1992, iniciaram-se as transmissões da RTP Internacional.
Em 14 de Agosto de 1992, a RTP transformou-se em sociedade anónima de capitais exclusivamente públicos - a Radiotelevisão Portuguesa, S.A.. No dia 7 de Janeiro de 1998, iniciaram-se as emissões regulares da RTP África, destinada aos habitantes dos lusófonos, como: Angola, Cabo Verde, Guiné-Bissau, Moçambique e São Tomé e Príncipe. O 11 de Maio de 2000, a RTP - juntamente com a Radiodifusão Portuguesa (RDP) e a Agência Lusa - passa a fazer parte da sociedade anónima de capitais exclusivamente públicos denominada Portugal Global, SGPS, S.A..
A Portugal Global foi extinta em 22 de Agosto de 2003, tendo sido feita a reestruturação do sector empresarial do Estado na área do audiovisual. Entre outras alterações, transformou-se a antiga Radiotelevisão Portuguesa, SA, sociedade anónima de capitais exclusivamente públicos, numa nova sociedade gestora de participações sociais, denominada Rádio e Televisão de Portugal, SGPS, SA. Foi ainda criada uma sociedade anónima de capitais exclusivamente públicos designada Radiotelevisão Portuguesa - Serviço Público de Televisão, SA.

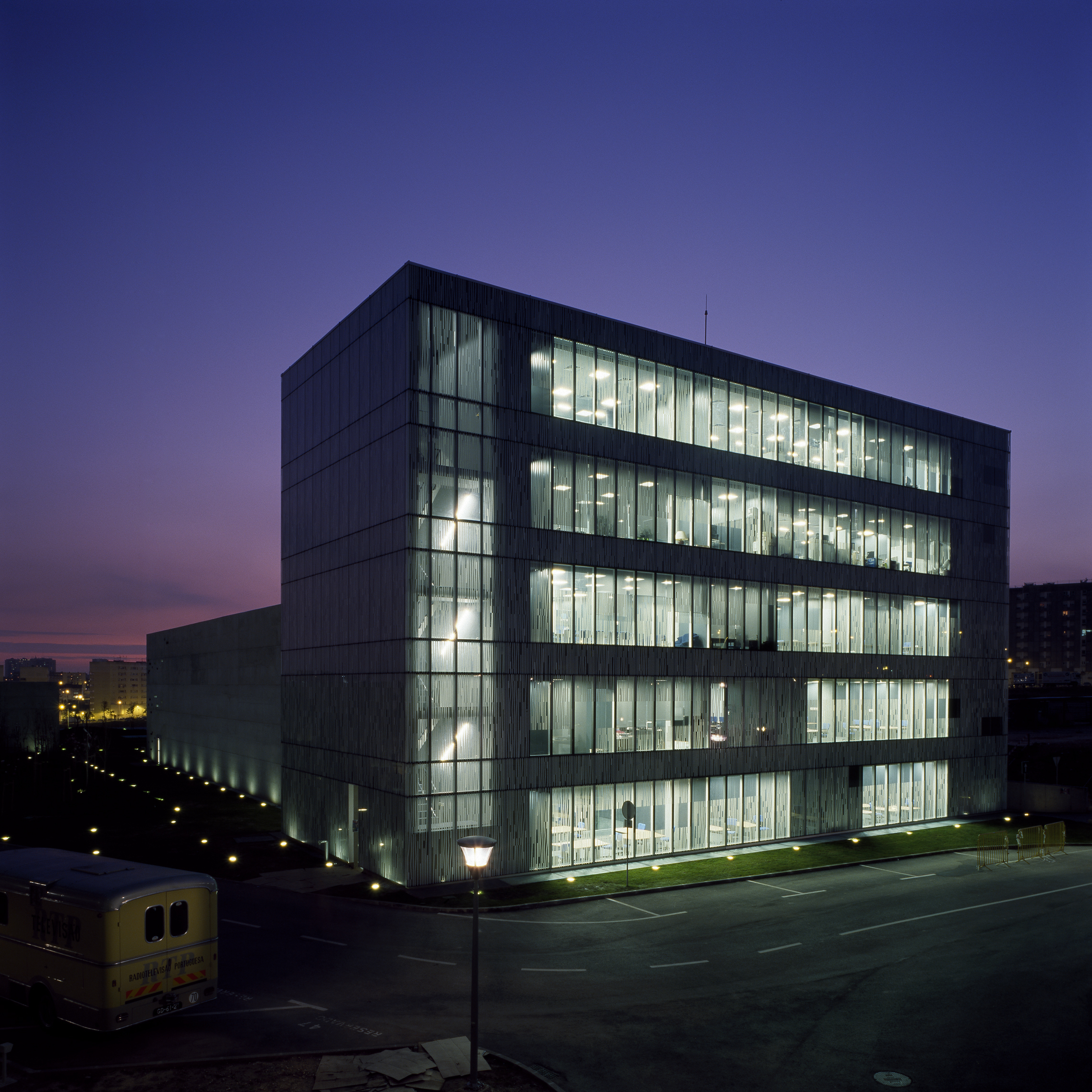
Centro de Produção da RTP em Chelas, Lisboa, inaugurado em 2007.

A 5 de Janeiro de 2004, a RTP2 deu lugar a um novo canal denominado 2:. Ainda em 2004, é criado o canal noticioso da RTP, a RTPN, é também criado o canal dedicado aos programas que fizeram história na RTP, a RTP Memória. Em 2007, a RTP comemora os seus 50 anos de emissões em Portugal, inaugurando, o novo Complexo de estúdios de Chelas, junto às instalações da RTP e RDP inauguradas em 2004. Este complexo possui meios técnicos atuais e modernos prontos para o arranque da emissão da TDT (Televisão Digital Terrestre). Este complexo tem 4 estúdios de 800, 400, 200 e 100 metros quadrados devidamente equipados. É também adquirido um enorme carro de exteriores totalmente equipado para emissão em HDTV High Definition Television (Televisão de Alta Definição).
Igualmente, em 2007, a Rádio e Televisão de Portugal, SGPS, SA, é transformada em Rádio e Televisão de Portugal, SA. São incorporadas nesta, a Radiodifusão Portuguesa, SA; Radiotelevisão Portuguesa - Serviço Público de Televisão, SA; e Radiotelevisão Portuguesa - Meios de Produção, SA. No dia 19 de Março de 2007, a 2: retomou a designação original, RTP2, com nova identidade. A 19 de Setembro de 2011, a RTPN torna-se a RTP Informação.
A 7 de Fevereiro de 2007, a Rádio Televisão Portuguesa foi feita Membro-Honorário da Ordem do Infante D. Henrique.
Em 5 de Outubro de 2015, a RTP Informação muda de nome para RTP3.
A 1 de Dezembro de 2016, a RTP3 e a RTP Memória entram para a TDT, passando assim ser disponível assisti-los universalmente.
Em fevereiro de 2023, o Correio da Manhã noticiou que a RTP apresentou o seu primeiro resultado negativo a nível financeiro em 12 anos, registando um prejuízo de 3,7 milhões de euros.

## Centros de produção, delegações e correspondentes
- RTP Lisboa: no edifício-sede da empresa, localizado em Cabo Ruivo, no concelho de Lisboa. Inaugurado em 2004, veio substituir uma série de antigos estúdios atualmente abandonados, e a antiga sede da Avenida Cinco de Outubro. É a sede de todos os canais da RTP, exceto a RTP2, RTP3 e os canais regionais.
- RTP Porto: complexo localizado no Monte da Virgem, em Vila Nova de Gaia. Inaugurado em 20 de Outubro de 1959, é a atual sede da RTP2 e da RTP3.

### Delegações nacionais
A RTP possui ainda centros de informação regional em vários pontos do país, sendo que algumas delas produziram, nos anos 1990, programas de informação de âmbito regional (País Regiões), com pequenas redações e estúdios onde se podem efetuar entrevistas:
- RTP Açores
- RTP Madeira
- RTP Coimbra
- RTP Bragança
- RTP Castelo Branco
- RTP Évora - Teresa Marques
- RTP Faro  - Rosa Veloso
- RTP Guarda
- RTP Santarém
- RTP Viana do Castelo
- RTP Vila Real
- RTP Viseu

### Correspondentes internacionais
- Madrid - Ana Romeu[18]
- Bruxelas - Paulo Dentinho[19]
- Paris - Rosário Salgueiro[20]
- Moscovo - Evgueni Mouravitch[21]
- Washington D.C - Cândida Pinto[22]
- Rio de Janeiro - Pedro Sá Guerra[23]
- Luanda - José Manuel Levy (Televisão)[24] José Silva (Rádio)[25]
- Maputo - Pedro Martins (Televisão)[26] e Orfeu de Sá Lisboa (Rádio)[27]
- Praia - Ricardo Mota (Televisão)[28] e Carlos Santos (Rádio)[29]
- Bissau - Fernando Gomes (Televisão)[30] e Fátima Camará (Rádio)[31]
- São Tomé - Henrique Vasconcelos (Televisão)[32] e Josimar Afonso (Rádio)[33]

## Canais de televisão
Atualmente, a RTP é constituída pelos seguintes canais:
| Canal             | Descrição | Slogan                                            | Formato   | Fundação                         | Teletexto |
| ----------------- | --- | ------------------------------------------------- | --------- | -------------------------------- | --------- |
| RTP1              | Canal dedicado à informação, ficção e entretenimento.                                                                        | Por todos                                         | 16:9 SDTV | 7 de março de 1957 (68 anos)     | Sim       |
| RTP2              | Canal dedicado à cultura, ao conhecimento, à informação especializada, aos conteúdos europeus e à programação para crianças. | Culta e adulta                                    | 16:9 SDTV | 25 de dezembro de 1968 (56 anos) | Sim       |
| RTP3              | Canal dedicado à informação e aos magazines.                                                                                 | Informação de confiança                           | 16:9 SDTV | 5 de outubro de 2015 (9 anos)    | Sim       |
| RTP Memória       | Canal dedicado à exibição de programas que fizeram história na RTP e também à exibição de produção própria.                  | Traz pr'á frente                                  | 16:9 SDTV | 4 de outubro de 2004 (20 anos)   | Sim       |
| RTP Madeira       | Canal generalista da Região Autónoma da Madeira.                                                                             | Liga a Madeira                                    | 16:9 SDTV | 6 de agosto de 1972 (53 anos)    | Sim       |
| RTP Açores        | Canal generalista da Região Autónoma dos Açores.                                                                             | Unimos as ilhas                                   | 16:9 SDTV | 10 de agosto de 1975 (50 anos)   | Sim       |
| RTP Internacional | Canal dedicado às comunidades portuguesas residentes fora de Portugal.                                                       | Sente Portugal (português) Feel Portugal (inglês) | 16:9 SDTV | 10 de junho de 1992 (33 anos)    | Sim       |
| RTP África        | Canal dedicado às comunidades lusófonas africanas.                                                                           | Vários mundos, uma só língua                      | 16:9 SDTV | 7 de janeiro de 1998 (27 anos)   | Sim       |
| RTP1 HD           | Emissão da RTP1 em alta definição.                                                                                           | Por todos                                         | 16:9 HDTV | 8 de agosto de 2008 (17 anos)    | Não       |
| RTP2 HD           | Emissão da RTP2 em alta definição.                                                                                           | Culta e adulta                                    | 16:9 HDTV | 2 de julho de 2019 (6 anos)      | Não       |
| RTP3 HD           | Emissão da RTP3 em alta definição.                                                                                           | Informação de confiança                           | 16:9 HDTV | 8 de junho de 2021 (4 anos)      | Não       |
| RTP Açores HD     | Emissão da RTP Açores em alta definição.                                                                                     | Unimos as ilhas                                   | 16:9 HDTV | 25 de março de 2021 (4 anos)     | Não       |

### Extintos
| Canal          | Descrição | Slogan                        | Formato    | Fundação                         | Fecho                                                                 | Teletexto |
| -------------- | --- | ----------------------------- | ---------- | -------------------------------- | --------------------------------------------------------------------- | --------- |
| NTV            | Canal de informação, com especial enfoque na região Norte, e de magazines. Acabou extinto para dar lugar à RTPN. | Vemo-nos aqui.                | 4:3 SDTV   | 15 de outubro de 2001 (23 anos)  | 31 de maio de 2004 (21 anos)                                          | Não       |
| RTPN           | Canal de informação e de magazines. Acabou extinto para dar lugar à RTP Informação. | Parte do mundo, parte de si.  | 4:3 SDTV   | 31 de maio de 2004 (21 anos)     | 19 de setembro de 2011 (13 anos)                                      | Sim       |
| RTP Mobile     | Canal especifico da RTP para as plataformas móveis. Acabou extinto de forma a dar lugar à RTP Play. | A RTP na palma da sua mão.    | 4:3 SDTV   | 2006 (19 anos)                   | 2012 (somente o canal, website desligado mais tarde, em Maio de 2013) | Não       |
| RTP HD         | Canal dedicado à exibição de conteúdos em alta definição. Acabou extinto de forma a dar lugar à RTP1 HD. Em 2012 ainda voltou a estar ativa sobre o nome RTP Olímpicos HD, para a transmissão dos Jogos Olímpicos de Verão em 2012. | Saia da rotina, entre na RTP. | 16:9 HDTV  | 8 de agosto de 2008 (17 anos)    | 2012 (13 anos)                                                        | Não       |
| RTP Informação | Canal de informação e de magazines. Acabou extinto para dar lugar à RTP3. | Jornalismo de confiança.      | 16:9 SDTV  | 19 de setembro de 2011 (13 anos) | 5 de outubro de 2015 (9 anos)                                         | Sim       |
| RTP 4K         | Canal dedicado à exibição de conteúdos em resolução 4K (Ultra HD). Transmitiu 8 jogos do Campeonato Europeu de Futebol de 2016 e 28 jogos do Campeonato Mundial de Futebol FIFA de 2018.                                            | Continua.                     | 16:9 UHDTV | 10 de junho de 2016 (9 anos)     | 15 de julho de 2018 (7 anos)                                          | Não       |

## Canais de rádio
Com sede em Lisboa, a RDP divide-se pelos e centros regionais do Porto, Coimbra, Faro, Ponta Delgada e Funchal. Atualmente, a RDP é constituída pelos seguintes canais:
| Estação            | Descrição | Slogan                            | Canais                                      | Fundação                        |
| ------------------ | --- | --------------------------------- | ------------------------------------------- | ------------------------------- |
| Antena 1           | Rádio generalista, com programação baseada em conteúdos generalistas e programas de autor, com forte incisão em desporto, música e informação.                               | Liga Portugal                     | FM / OM / Satélite / Internet               | 4 de agosto de 1935 (90 anos)   |
| Antena 2           | Rádio cultural, com a sua programação baseada em música clássica e programas culturais.                                                                                      | A arte que toca                   | FM / Internet                               | 2 de maio de 1948 (77 anos)     |
| Antena 3           | Rádio dedicada ao público jovem e às novas tendências da música, com a sua programação é baseada em música alternativa e na divulgação de novos grupos musicais portugueses. | A alternativa pop                 | FM / Internet                               | 26 de abril de 1994 (31 anos)   |
| Antena 1 Açores    | Rádio generalista da Região Autónoma dos Açores. |                                   | FM / Internet                               | 28 de maio de 1941 (84 anos)    |
| Antena 1 Madeira   | Rádio generalista da Região Autónoma da Madeira. | Hora de Antena 1                  | FM / Internet                               | 1967 (58 anos)                  |
| Antena 3 Madeira   | Rádio, da Região Autónoma da Madeira, dedicada ao público jovem e às novas tendências da música.                                                                             | Madeira com mais vida jovem       | FM / Internet                               | 1 de janeiro de 2010 (15 anos)  |
| RDP Internacional  | Rádio generalista, dedicado aos portugueses e lusofalantes de todo o mundo, a Portugal.                                                                                      | Longe da vista, perto do coração  | FM / Satélite / Internet                    | 1936 (89 anos)                  |
| RDP África         | Rádio dedicada à aproximação e promoção à integração dos países africanos de língua oficial portuguesa.                                                                      | Na África com bom português       | FM (exceto em Angola) / Satélite / Internet | 1 de maio de 1996 (29 anos)     |
| Antena 1 Fado      | Rádio que se concentra na divulgação do fado. | O Fado mora aqui                  | Internet                                    |                                 |
| Antena 1 Lusitânia | Rádio que se concentra na divulgação da música portuguesa. | É tradição ouvir o belo português | Internet                                    |                                 |
| Antena 1 Memória   | |                                   | Internet                                    |                                 |
| Antena 1 Vida      | | Viva aqui o essencial da vida     | Internet                                    |                                 |
| Antena 2 Jazzin    | Rádio que se concentra na divulgação do jazz. |                                   | Internet                                    | janeiro de 2017 (8 anos)        |
| Antena 2 Ópera     | Rádio que se concentra na divulgação de ópera | A Ópera é nossa                   | Internet                                    | novembro de 2011 (13 anos)      |
| Rádio Zig Zag      | Rádio dedicada à emissão de conteúdos para crianças dos 5 aos 9 anos. | Põe os ouvidos a ziguezaguear     | Internet                                    | 19 de setembro de 2016 (8 anos) |

### Extintos
| Estação         | Descrição | Slogan                  | Canais   |
| --------------- | --- | ----------------------- | -------- |
| Rádio Vivace    | Rádio que se concentra na divulgação da música clássica                                                               |                         | Internet |
| Antena 3 Dance  | Rádio que se concentra na divulgação do dance music.                                                                  | Não há dança sem música | Internet |
| Antena 3 Rock   | Rádio que se concentra na divulgação de música rock.                                                                  | Rock é Ótimo            | Internet |
| Rádio República | Rádio que se concentra na emissão de programas e discursos sobre o centenário da Implantação da República Portuguesa. |                         |          |

A RDP assegura ainda o funcionamento do Museu da Rádio, e a manutenção e actualização dos arquivos sonoros.

## Plataformasonline
| Plataforma        | Descrição | Fundação                         |
| ----------------- | --- | -------------------------------- |
| RTP Play          | Plataforma dedicada às emissões em direto de televisão e rádio e programas on-demand.                                           | 10 de Setembro de 2012 (13 anos) |
| RTP Ensina        | Plataforma dedicada a programas de serviço público de rádio e de televisão que podem ser úteis para educação.                   | 14 de janeiro de 2014 (11 anos)  |
| RTP Arquivos      | Plataforma dedicada ao acesso do acervo histórico, organizado por coleções temáticas.                                           | 27 de março de 2014 (11 anos)    |
| RTP Arena eSports | Plataforma dedicada a notícias e programas sobre jogos eletrónicos e competições nacionais e internacionais.                    | 29 de abril de 2016 (9 anos)     |
| RTP Lab           | Plataforma dedicada a novas formas de produção de conteúdos, pensadas numa lógica multiplataformas. Está integrada na RTP Play. | 30 de outubro de 2017 (7 anos)   |
| RTP Desporto      | Plataforma dedicada à transmissão de jogos desportivos. Está integrada na RTP Play.                                             | 23 de maio de 2019 (6 anos)      |

## Estruturas da RTP

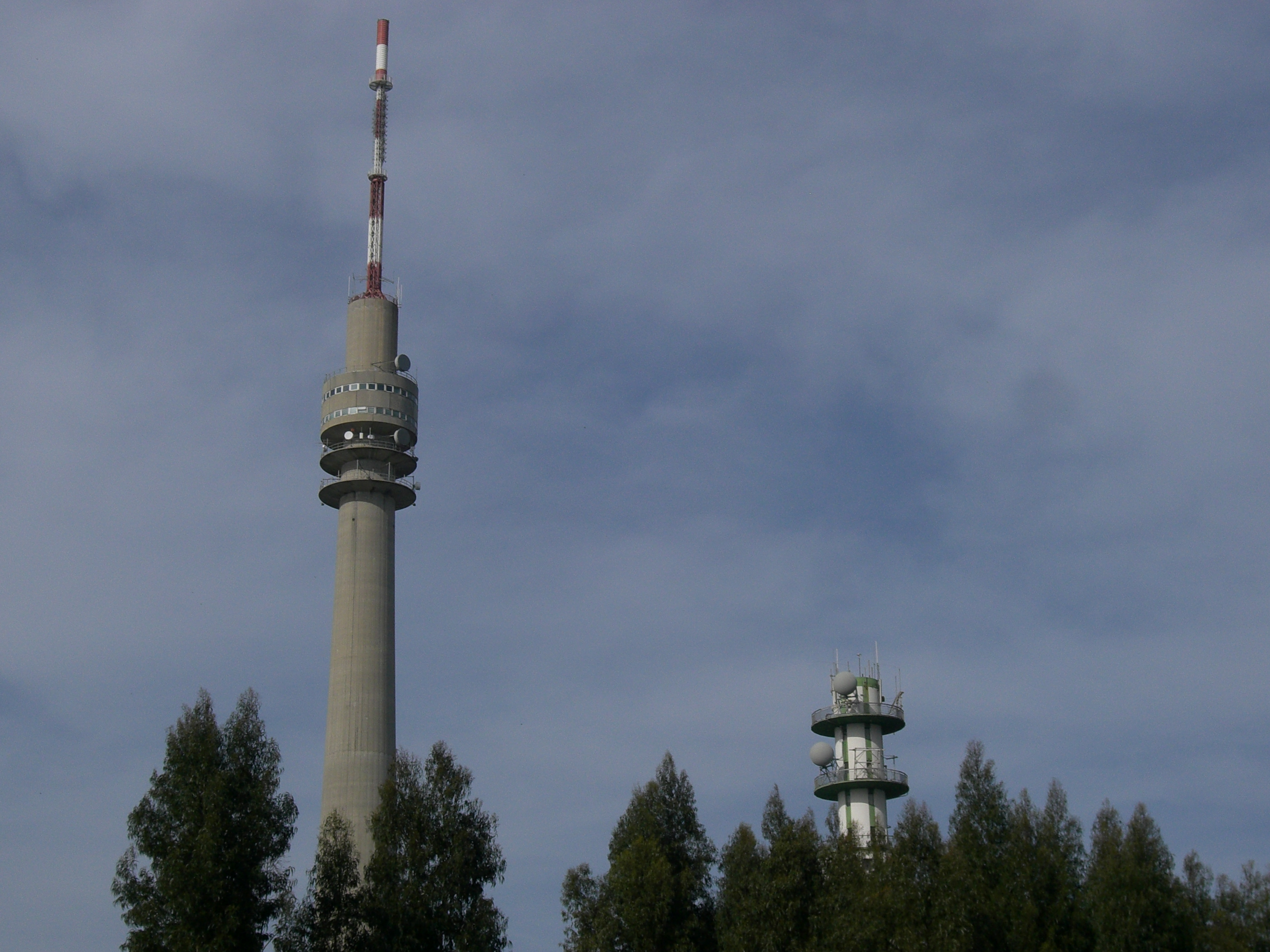
Torre dos estúdios do Monte da Virgem (RTP Porto).

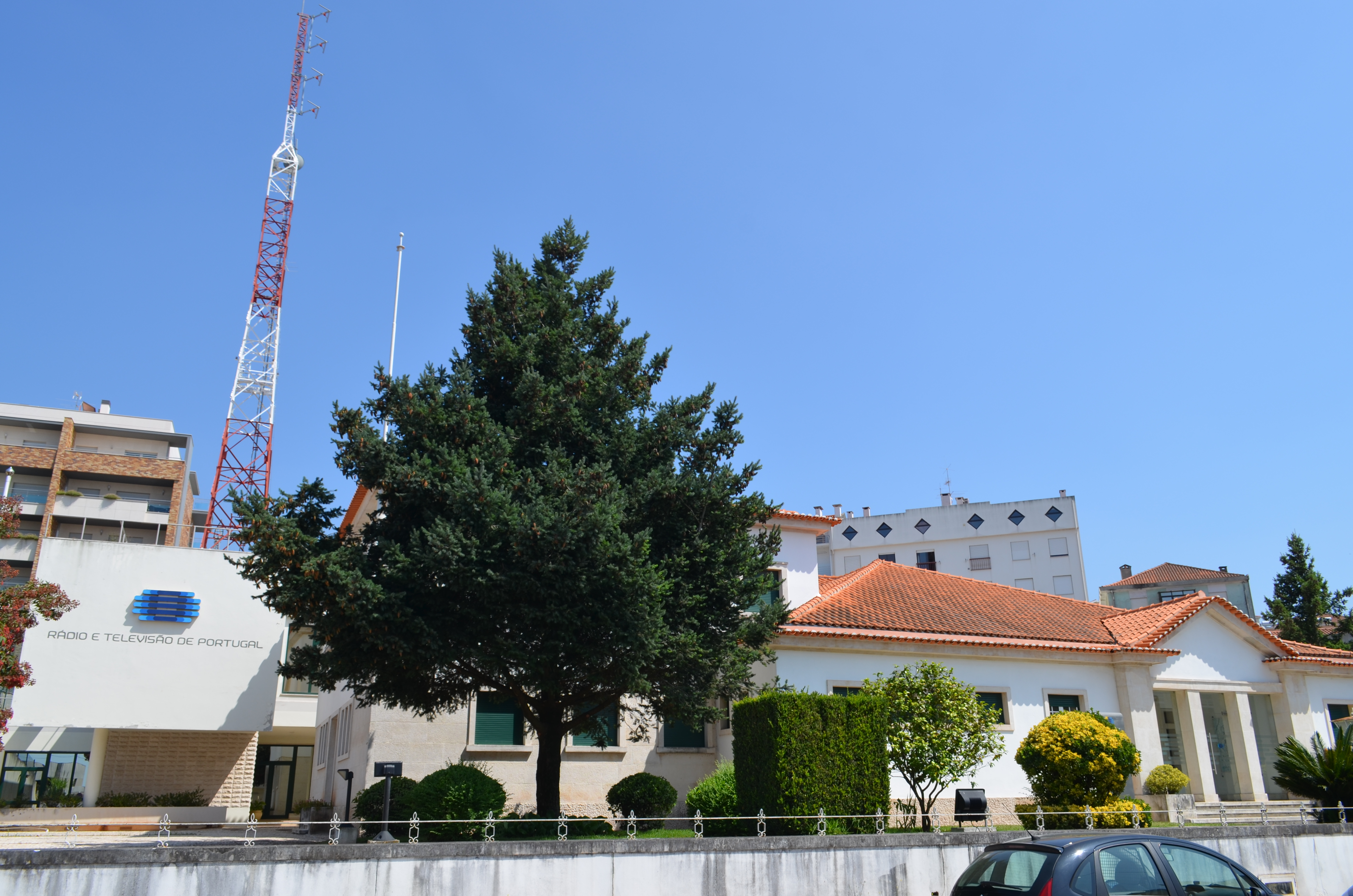
Edifício da RTP em Coimbra (RTP Coimbra).

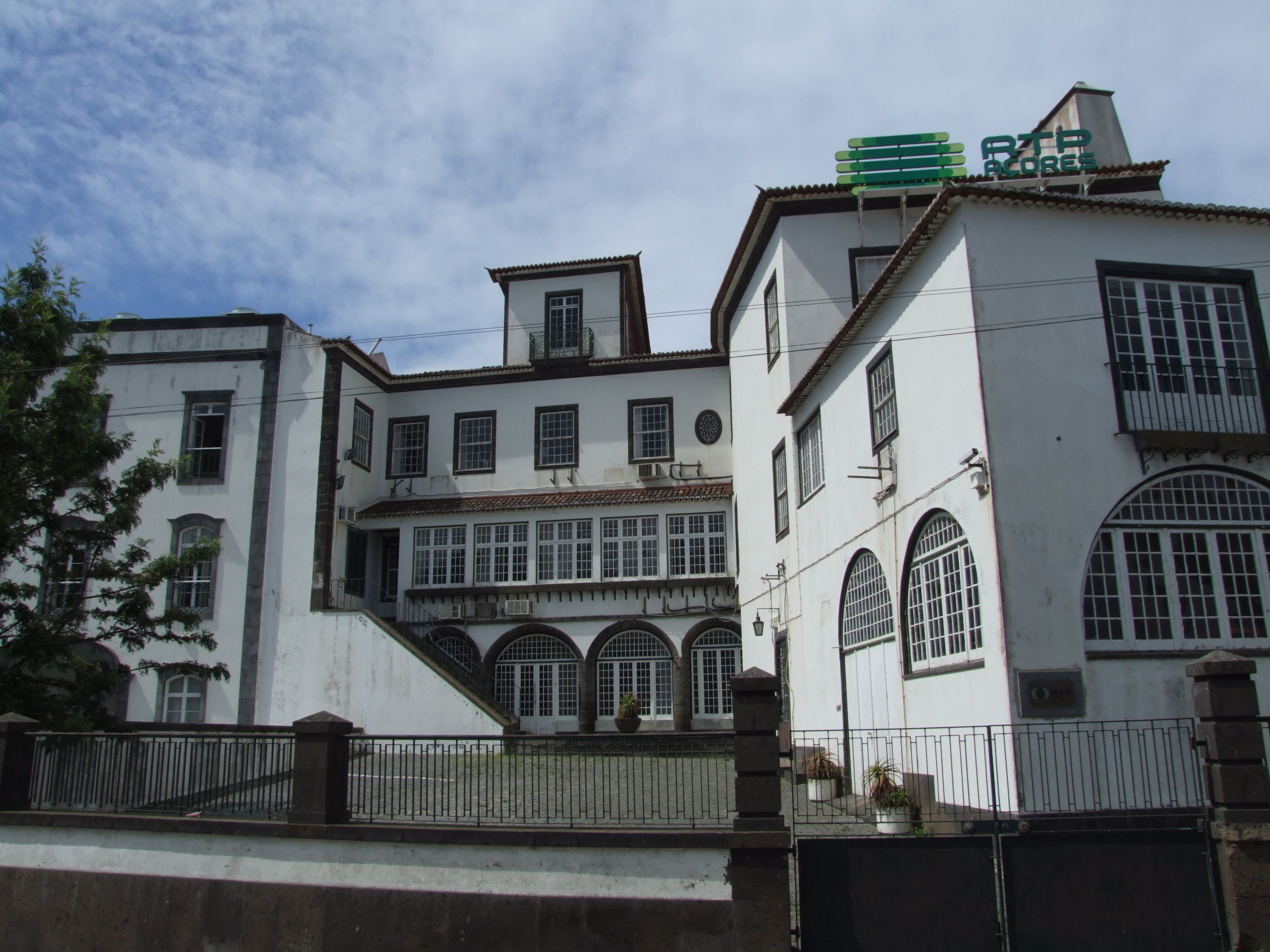
Antigo edifício da RTP em Ponta Delgada (RTP Açores).

### Conselho Geral Independente
Em 2014, foi criada uma estrutura de topo na RTP, que tem como missões, entre outros, a definição da estratégia do grupo e a escolha do conselho de administração.

### Presidentes do Conselho de Administração
| Nome                        | Início mandato          | Fim mandato            |
| --------------------------- | ----------------------- | ---------------------- |
| Camilo de Mendonça          | 13 de Dezembro de 1955  | Setembro de 1960       |
| Luís Ataíde                 | Setembro de 1960        | 30 de Junho de 1966    |
| João Neves Duque            | 1 de Julho de 1966      | 8 de Abril de 1969     |
| Ramiro Valadão              | 8 de Abril de 1969      | Maio de 1974           |
| Manuel Bello                | 25 de Maio de 1974      | 5 de Agosto de 1974    |
| Casimiro Gomes              | 5 de Agosto de 1974     | 28 de Outubro de 1974  |
| António Ramalho Eanes       | 28 de Outubro de 1974   | 11 de Março de 1975    |
| João António de Figueiredo  | 11 de Março de 1975     | 18 de Março de 1975    |
| José Emílio da Silva        | 18 de Março de 1975     | 31 de Março de 1975    |
| Valentim Tavares Galhardo   | 31 de Março de 1975     | 8 de Setembro de 1975  |
| Manuel Pedroso Marques      | 27 de Setembro de 1975  | Setembro de 1976       |
| Tomás Rosa                  | 3 de Setembro de 1976   | Março de 1977          |
| Edmundo Pedro               | 8 de Março de 1977      | 28 de Março de 1978    |
| João Soares Louro           | 28 de Março de 1978     | 1 de Fevereiro de 1980 |
| Victor Cunha Rego           | 21 de Fevereiro de 1980 | 16 de Julho de 1980    |
| Daniel Proença de Carvalho  | 18 de Julho de 1980     | Dezembro de 1982       |
| José Macedo e Cunha         | 14 de Janeiro de 1983   | 14 de Julho de 1983    |
| João Palma-Ferreira         | 14 de Julho de 1983     | 25 de Junho de 1984    |
| Manuel Palma Carlos         | 3 de Outubro de 1984    | 17 de Dezembro de 1985 |
| José Manuel Coelho Ribeiro  | 8 de Janeiro de 1986    | Fevereiro de 1992      |
| Augusto Victor Coelho       | Fevereiro de 1992       | 10 de Dezembro de 1992 |
| António Monteiro de Lemos   | 10 de Dezembro de 1992  | 30 de Janeiro de 1993  |
| António Freitas Cruz        | 11 de Fevereiro de 1993 | 31 de Outubro de 1995  |
| Manuela Morgado             | 5 de Dezembro de 1995   | 28 de Março de 1996    |
| Manuel Roque Martins        | 28 de Março de 1996     | Setembro de 1998       |
| José Maria Brandão de Brito | Setembro de 1998        | Março de 2000          |
| João Carlos Silva           | Março de 2000           | Julho de 2002          |
| Almerindo Marques           | 22 de Julho de 2002     | Novembro de 2007       |
| Guilherme Costa             | 1 de Janeiro de 2008    | Agosto de 2012         |
| Alberto da Ponte            | 18 de Setembro de 2012  | Dezembro de 2014       |
| Gonçalo Reis                | 9 de Fevereiro de 2015  | Março de 2021          |
| Nicolau Santos              | 1 de Junho de 2021      | presente               |

### Diretores de informação

#### Televisão
- Manuel Figueira (†), 1957-1963
- Manuel Maria Múrias (†), 1963-1968
- Vasco Hogan Teves, 1968-1974
- José Mensurado (†), 1971-1974 (como Director-Adjunto do Telejornal)
- Álvaro Guerra, 1974-1975
- Bargão dos Santos, 1975
- Fernando Cardeira, 1975
- Carlos Veiga Pereira, 1975-1976
- Costa Parente, 1976-1977
- Botelho da Silva, 1977-1978
- Faustino Fialho de Oliveira, 1980
- José Manuel Duarte Figueiredo, 1980-1983
- José Eduardo Moniz (Noticiários) e Adriano Cerqueira (†) (Atualidades), 1983
- Faustino Fialho de Oliveira, 1983-1984
- Nuno Coutinho (Noticiários) e Fernando Balsinha (†) (Atualidades), 1984-1985
- Fernando Balsinha (†), 1985-1986
- José Eduardo Moniz, 1986-1994 (a partir de 1989 como Director-Coordenador de Informação e Programação da RTP)
- Manuel Rocha (†), 1994-1995
- Joaquim Furtado, 1995-1998 (como Director-Coordenador de Informação e Programação da RTP)
- João Grego Esteves, 1998-2000
- José Rodrigues dos Santos, 2000-2001
- Emídio Rangel (†), 2001-2002 (como Director-Geral de Antena)
- José Rodrigues dos Santos, 2002-2004
- António Luís Marinho, 2004-2008
- José Alberto Carvalho, 2008-2011[70][71]
- Nuno Santos, 2011-2012[72]
- Paulo Ferreira, 2012-2013[73]
- José Manuel Portugal, 2013-2015[74]
- Paulo Dentinho, 2015-2018[75]
- Maria Flor Pedroso, 2018-2020
- António José Teixeira, 2020-2025
- Vítor Gonçalves, 2025-presente

Rádio
- António Luís Marinho, 2003-2004 (como Director-Coordenador de Informação e Programação da RDP)
- João Barreiros, 2004-2012
- Fausto Coutinho, 2012-2015
- João Paulo Baltazar, 2015-2023
- Mário Galego, 2023-presente[76]

### Cargos extintos
Subdiretor de Informação da RTP1
- Francisco Sarsfield Cabral, 1978-1979
- Carlos Cruz, 1979-1980
- José Eduardo Moniz, 1980-1983

Subdiretor de Informação da RTP2
- Hernâni Santos (†), 1978-1979
- Joaquim Letria, 1979-1980
- José Manuel Barata-Feyo, 1980
- Carlos Pinto Coelho (†), 1981
- Joaquim Amaral Marques, 1981-1982

#### Director-Geral de Antena
- Emídio Rangel, 2001-2002

#### Director-Geral de Conteúdos
- António Luís Marinho, 2011-2014

#### Director de Estratégia de Grelha RTP
- António Luís Marinho, 2014-2015[77]

## Provedores

### Provedor do Telespetador (Programa: Voz do Cidadão)
- Paquete de Oliveira: (†), 2006 – 2011
- José Carlos Abrantes: 2011 – 2013
- Jaime Fernandes: (†), 2013 – 2016
- Jorge Wemans: 2017 – 2020
- (De Janeiro de 2021 até Dezembro de 2021: Interrupção do programa Voz do Cidadão)
- Ana Sousa Dias: 2021 - presente

### Provedor do Ouvinte
- José Nuno Martins, 2006–2008
- Adelino Gomes, 2008–2010
- Mário Figueiredo, 2010–2012
- Paula Cordeiro, 2012–2016
- João Paulo Guerra (†), 2017–2021
- Graça Franco, 2021-2022
- Ana Isabel Reis, 2022-presente

## Apresentadores
| Apresentadores          | Anos            |
| ----------------------- | --------------- |
| Júlio Isidro            | 1960 - 1993     |
| Júlio Isidro            | 1997 - presente |
| Herman José             | 1975 - 2000     |
| Herman José             | 2010 - presente |
| Serenella Andrade       | 1986 - presente |
| Fátima Campos Ferreira  | 1987 - presente |
| Isabel Angelino         | 1992 - presente |
| Anabela Mota Ribeiro    | 1995            |
| Anabela Mota Ribeiro    | 2023 - presente |
| Sónia Araújo            | 1996 - presente |
| José Carlos Malato      | 2001 - presente |
| Sílvia Alberto          | 2001            |
| Sílvia Alberto          | 2006 - presente |
| Jorge Gabriel           | 2002 - presente |
| Hélder Reis             | 2002 - presente |
| Fernando Mendes         | 2002 - presente |
| Catarina Furtado        | 2003 - presente |
| Tânia Ribas de Oliveira | 2003 - presente |
| Sandra Torres           | 2006 - presente |
| Bruno Nogueira          | 2008 - 2009     |
| Bruno Nogueira          | 2017 - 2018     |
| Bruno Nogueira          | 2024 - presente |
| Fernando Alvim          | 2009 - presente |
| Filomena Cautela        | 2009 - presente |
| David Dias              | 2012 - presente |
| Joana Teles             | 2012 - presente |
| José Pedro Vasconcelos  | 2012 - presente |
| Nuno Markl              | 2012 - 2015     |
| Nuno Markl              | 2022 - presente |
| Vasco Palmeirim         | 2013 - presente |
| Vanessa Oliveira        | 2014 - presente |
| Inês Lopes Gonçalves    | 2015 - presente |
| Tiago Góes Ferreira     | 2015 - presente |
| Inês Carranca           | 2015 - presente |
| Rita Belinha            | 2015 - presente |
| Paula Moura Pinheiro    | 2017 - presente |
| Patrícia Figueiredo     | 2019 - presente |
| José Manuel Monteiro    | 2019 - presente |
| José Gonçalez           | 2020 - presente |
| João Paulo Rodrigues    | 2020 - presente |
| Vera Kolodzig           | 2020 - presente |
| Miguel Guedes           | 2022 - presente |
| Isabel Silva            | 2022 - presente |
| Lara Lopes              | 2022 - presente |
| Diana Duarte            | 2023 - presente |
| Gilmário Vemba          | 2023 - presente |
| Pedro Alves             | 2024 - presente |

### Apresentadores de informação
- Alberta Marques Fernandes
- Alexandre Brito
- Alexandra André
- Ana Lourenço
- António Esteves
- António Mateus
- Carla Trafaria
- Carolina Freitas
- Carlos Daniel
- Carlos Manuel Albuquerque
- Cristina Esteves
- Cristiana Freitas
- Daniela Santiago
- Daniel Catalão
- Dina Aguiar
- Fátima Araújo
- Fátima Campos Ferreira
- Fernanda Gabriel
- Hélder Silva
- Hugo Gilberto
- Inês Gonçalves
- João Adelino Faria
- João Tomé de Carvalho
- Jorge Oliveira da Silva
- José Rodrigues dos Santos
- José António Pereira
- Luísa Bastos
- Luís Castro
- Manuel Fernandes Silva
- Márcia Rodrigues
- Maria Nobre
- Mário Augusto
- Patrícia Cracel
- Pedro André Esteves
- Rui Alves Veloso
- Sandra Fernandes Pereira
- Sandra Sousa
- Teresa Nicolau
- Vanessa Pereira Correia
- Vítor Gonçalves

## Antigos apresentadores e figuras históricas da RTP
- Adriano Cerqueira
- Alfredo Tropa
- António Lopes Ribeiro
- Álvaro Benamor
- Ana Zanatti
- António Borga
- Alice Cruz
- Artur Agostinho
- Artur Ramos
- Camilo de Oliveira
- Cândida Branca Flor
- Carlos Alberto Moniz
- Carlos Cruz
- Carlos Fino
- Carlos Ribeiro
- Dália Madruga
- Diana Andringa
- Daniel Oliveira
- Eládio Clímaco
- Emídio Rangel
- Fernando Lopes
- Fernando Pessa
- Fialho Gouveia
- Francisco Mendes
- Helena Ramos
- Henrique Garcia
- Henrique Mendes
- Herculano Reis Carreira
- Hernâni Carvalho
- Herlander Peyroteo
- Isabel Figueira
- Isabel Wolmar
- Jaime Filipe
- João Baião
- João Villaret
- Joaquim Furtado
- Joaquim Letria
- Jorge Listopad
- José Alberto Carvalho
- José Eduardo Moniz
- José Hermano Saraiva
- José Mensurado
- José Manuel Barata Feyo
- José Nuno Martins
- Judite de Sousa
- Júlia Pinheiro
- Luís Andrade
- Luís Filipe Borges
- Luís Pereira de Sousa
- Marco Paulo
- Marco Horácio
- Manuel Caetano
- Manuel Luís Goucha
- Manuela Moura Guedes
- Margarida Gil
- Margarida Marante
- Margarida Mercês de Mello
- Maria Elisa Domingues
- Maria João Simões
- Maria Leonor
- Maria de Lourdes Modesto
- Mário Figueiredo
- Mário Zambujal
- Marta Leite de Castro
- Merche Romero
- Nicolau Breyner
- Pedro Ribeiro
- Pedro Fernandes
- Raul Durão
- Raul Solnado
- Sousa Veloso
- Sandra Felgueiras
- Simone de Oliveira
- Teresa Olga
- Vasco Hogan Teves
- Vitinho
- Vitorino Nemésio

## Sistema de classificação
A RTP, a SIC a e TVI utilizam uma sinalização de emissão que foi criada a 20/02/2012, visando proporcionar aos consumidores de televisão um guia de escolha de programação adequada à sua idade e, aos educadores, uma orientação sobre o visionamento de programas. A presente versão do documento está em vigor desde 1 de julho de 2014. 
|  | Nível 1 - TODOS \| Programas destinados a todos os públicos. |  |  | Nível 2 - 10AP \| Programas destinados a espectadores com 10 ou mais anos de idade, sendo recomendável o aconselhamento por parte dos pais em caso de assistência por espectadores com menos de 10 anos de idade. |  |  | Nível 3 - 12AP \| Programas destinados a espectadores com 12 ou mais anos de idade, sendo recomendável o aconselhamento por parte dos pais em caso de assistência por espectadores com menos de 12 anos de idade. |  |  | Nível 4 - 16 \| Programas destinados a espectadores com 16 ou mais anos de idade. O conteúdo destes programas pode revelar-se suscetível de influir de modo negativo na formação da personalidade de crianças e adolescentes. |  |

## Prémios
Em 2019, a RTP foi uma das galardoadas dos Prémios Arco-íris, da ILGA Portugal, pelo facto de em 2018, e segundo a ILGA, a plataforma pública ter dado "visibilidade às pessoas LGBTI" e promovido "conteúdos criados e representados por pessoas LGBTI.”
Em março de 2023, a Sociedade Portuguesa de Autores atribuiu três dos seus prémios anuais a programas da RTP: Cá Por Casa, de Herman José, foi considerado o Melhor Programa de Entretenimento, Deus Cérebro, de 2021, recebeu o prémio de Melhor Programa de Informação e a série Até Que a Vida Nos Separe, também de 2021, recebeu o prémio de Melhor Programa de Ficção.
Também em março de 2023, a RTP venceu a categoria Grafonola da edição dos prémios satíricos da Comunidade Cética Portuguesa (Comcept), o Prémio Unicórnio Voador, dedicada ao ano de 2022, por ter emitido uma reportagem no programa semanal Linha da Frente (RTP1) que, segundo a Comcept, "promoveu de forma completamente acrítica a pseudociência das «Constelações familiares»". O vencedor será anunciado a um de abril. A RTP - mais especificamente a RTP1 - também venceu esta categoria nas edições dedicadas aos anos de 2014 e 2017. Na edição dedicada ao ano de 2019, o prémio satírico, também na categoria Grafonola, foi atribuído a Jorge Wemans, o Provedor do Espectador da RTP, pelas suas "suas respostas e inação" relativas às queixas dos espectadores da RTP devido à "pseudociência promovida nos programas" da RTP.

## Publicidade
A 8 de outubro de 2024, o governo português anunciou fim da publicidade comercial nas grelhas da televisão pública ao longo dos próximos três, até 2027. Essa foi uma das 30 medidas de um pacote para o setor dos media que anunciou Pedro Duarte, ministro dos Assuntos Parlamentares, que tutela a RTP e a agência Lusa. A informação foi confirmada pelo primeiro-ministro, Luís Montenegro, na conferência sobre o Futuro dos Media em Portugal que foi organizada pela Medialivre, Media Capital, Impresa, Público e Renascença, parceiros da Plataforma de Media Privados.
Outra das medidas direcionadas para o canal público passa por uma reorganização que pode levar à saída voluntária de 250 pessoas.
O objetivo é diminuir, em cada ano, dois minutos de publicidade comercial. Em paralelo, a redução do tempo de publicidade comercial terá que ser compensado com espaço de promoção de eventos e iniciativas culturais, detalhou o ministro dos Assuntos Parlamentares, na apresentação do plano de ação.